# Mark A. Lasoff
Mark A. Lasoff (geb. vor 1984) ist ein Spezialeffektkünstler, der 1998 für Titanic den Oscar in der Kategorie Beste visuelle Effekte erhielt.

## Leben
Er machte im Jahr 1984 seinen Bachelor im Bereich Elektrotechnik und 1995 in Computer- und Informationswissenschaften an der University of Delaware. Anschließend absolvierte er ein Masterstudium in Informatik an der University of Maryland, das er 1988 abschloss.
Er begann seine Karriere im Bereich visueller Effekte als Softwareentwickler bei Die totale Erinnerung – Total Recall. Ab 1992 arbeitete er für Sony Pictures Imageworks an Filmen wie Last Action Hero und In the Line of Fire – Die zweite Chance. Ab 1993 war er für Digital Domain an Filmen wie Interview mit einem Vampir, Apollo 13 und Titanic tätig, für den er den Oscar in der Kategorie Beste visuelle Effekte erhielt. 1998 folgte ein Wechsel zu den Station X Studios. Nach weiteren Stationen bei Electronic Arts und Alias Custom Development Center kam er 2008 zu Pacific Title & Art.

## Filmografie
- 1990: Die totale Erinnerung – Total Recall (Total Recall)
- 1992–1993: Shelley Duvall’s Bedtime Stories (Fernsehserie, 5 Folgen)
- 1993: In the Line of Fire – Die zweite Chance (In the Line of Fire)
- 1993: Last Action Hero
- 1994: Color of Night
- 1994: Interview mit einem Vampir (Interview with the Vampire: The Vampire Chronicles)
- 1995: Apollo 13
- 1997: Titanic
- 2000: Hollow Man – Unsichtbare Gefahr (Hollow Man)
- 2002: The Scorpion King
- 2007: Mumien 3-D – Geheimnisse der Pharaonen (Mummies: Secrets of the Pharaohs)
- 2008: Flowers and Weeds
- 2008: Meine himmlische Verlobte (Over Her Dead Body)
- 2009: Hardwired
- 2009: Hired Gun
- 2010: Sanctuary – Wächter der Kreaturen (Sanctuary) (Fernsehserie, 3 Folgen)
- 2011: Neverland – Reise in das Land der Abenteuer (Neverland)
- 2013: Raptor Ranch